# Pan marszałek i ja
Pan marszałek i ja (niem. Mein Schulfreund) – zachodnioniemiecki komediodramat z 1960 roku w reżyserii Roberta Siodmaka na podst. sztuki Szkolny kolega Johannesa Mario Simmla.

## Obsada
- Heinz Rühmann jako Ludwig Fuchs
- Loni von Friedl jako Rosi
- Ernst Schröder jako kapitan Kühn
- Hertha Feiler jako pani Kühn
- Alexander Kerst jako kapitan Sander
- Robert Graf jako dr Lerch
- Mario Adorf jako Niedermoser
- Hans Leibelt jako prof. Strohbach
- Alexander Golling jako Krögelmeier
- Carsta Löck jako pani Wenzel
- Werner Hessenland jako Postrat
- Margaret Jahnen jako siostra Camilla
- Heinz Kargus jako Wärter
- Wolfgang Reichmann jako dr Dorn
- Hans Epskamp jako Postvorstand
- Fritz Wepper jako Paul
- Reinhard Glemnitz jako Geldbriefträger
- Heini Göbel jako Richter